# پارادوکس برتراند
پارادوکس برتراند (به انگلیسی: Bertrand paradox) یکی از مسائل احتمالاتی است که جوزف برتراند در سال ۱۸۸۹ مطرح کرده‌است. این مسئله از این قرار است:
احتمال اینکه طول وتری تصادفی از یک دایره، بزرگتر از طول ضلع مثلث‌متساوی‌الاضلاع محاط در آن دایره باشد، چقدر است؟
شاید در نگاه اول تناقضی به‌نظر نرسد اما وقتی دقیق شویم متوجه می‌شویم که در واقع تناقض از آنجا ناشی می‌شود که چگونه این وتر تصادفی را انتخاب کنیم. استراتژی‌های مختلفی برای این انتخاب وجود دارند که هر کدام به یک جواب متفاوت می‌انجامد. در ادامه این استراتژی‌ها را بررسی می‌کنیم.

## استراتژی اول

وتر تصادفی، استراتژی اول

باتوجه به تقارن برای رسم یک وتر تصادفی می‌توان ابتدا دو نقطهٔ تصادفی روی محیط دایره انتخاب می‌کنیم و آن‌ها را به‌هم وصل می‌کنیم تا وتر بین این دو نقطه حاصل شود. نقطهٔ اول را A و نقطهٔ دوم را D می‌نامیم. فرض کنید A یکی از رئوس مثلث متساوی‌الاضلاع ABC باشد؛ دراینصورت وتر AD وقتی و تنها وقتی بزرگتر از طول ضلع مثلث ABC خواهد بود که نقطهٔ D روی کمان BC قرار بگیرد. از آنجا که طول کمان BC به اندازهٔ ۱/۳ طول محیط دایره است و نقطهٔ D هم به‌طور تصادفی از محیط دایره انتخاب شده‌است با احتمال ۱/۳ روی کمان BC قرار می‌گیرد، لذا احتمال موردنظر نیز برابر ۱/۳ است.

## استراتژی دوم

وتر تصادفی، استراتژی دوم

باتوجه به تقارن برای رسم یک وتر تصادفی نقطه‌ای تصادفی روی محیط دایره انتخاب کرده و آن را به مرکز دایره وصل می‌کنیم. به این طریق توانسته‌ایم یک شعاع تصادفی از دایره انتخاب کنیم. سپس نقطه‌ای تصادفی از روی این شعاع انتخاب می‌کنیم. وتری وجود دارد که این شعاع در این نقطه عمودمنصف آن است و این وتر وقتی و تنها وقتی از ضلع مثلث متساوی‌الاضلاع بزرگتر است که نقطه‌ای که به تصادف روی شعاع انتخاب کرده بودیم، فاصله‌اش تا مرکز کمتر از نصف شعاع باشد. لذا احتمال مورد نظر در این استراتژی به انتخاب نقطه‌ای تصادفی روی بازهٔ یکنواخت (r, 0) محدود می‌شود به‌طوری‌که در بازهٔ (r/2, 0) قرار گیرد. پس احتمال موردنظر برابر است با ۱/۲.

## استراتژی سوم

وتر تصادفی، استراتژی سوم

چون هر وتر از دایره عمود بر شعاعی از دایره است که از نقطهٔ وسط آن به مرکز دایره وصل می‌شود لذا هر وتر به‌طور یکتا به‌وسیلهٔ نقطهٔ میانی آن وتر مشخص می‌شود. برای رسم یک وتر تصادفی نقطه‌ای تصادفی داخل دایره انتخاب می‌کنیم و به مرکز دایره وصل می‌کنیم. سپس وتر عمود بر این خط در نقطهٔ انتخابی را رسم می‌کنیم. واضح است که این وتر وقتی و تنها وقتی بزرگتر از طول ضلع مثلث متساوی‌الاضلاع محاط در دایره است که نقطهٔ وسط آن (یعنی همان نقطهٔ تصادفی که درون دایره انتخاب کردیم) درون دایره‌ای قرار بگیرد که هم‌مرکز با دایره اولیه است و شعاعش نصف شعاع آن است. چون با انتخاب هر نقطه به‌طور یکتا یک وتر تعیین می‌شود، لذا احتمال موردنظر برابر است با خارج‌قسمت مساحت دایرهٔ کوچک به مساحت دایرهٔ اصلی. بنابراین احتمال پیشامد موردنظر برابراست با ۱/۴.

همانطور که دیدید سه تعبیر مختلف برای وتر تصادفی منتهی به سه جواب مختلف برای مسئله شد. به این دلیل مسئله برتراند ابتدا به‌نظر یک پارادوکس می‌آمد. در آن زمان کسی به این واقعیت دقت نکرد که سه تعبیر مختلف در واقع متناظر با سه آزمایش مختلف برای انتخاب یک وتر تصادفی است. در این فرایند با سه تابع احتمال مختلف که یک مجموعه از پیشامدها تعریف شده‌اند مواجه‌بوده‌ایم.